# 坎戈爾袋鼠
坎戈爾袋鼠（英語：Kangol），是一家以頭飾聞名的英國服飾公司。品牌名稱Kangol反映出產品的特色，其中K代表針織，ANG代表安哥拉，OL代表羊毛。

## 歷史
坎戈爾袋鼠是由波蘭猶太人Jacques Spreiregen於1938年創立的公司。他在1893年出生於華沙，並於1906年與家人移居巴黎。之後，他於1914年移居倫敦，在那裡擔任各種產品的進口商和銷售商，包括羊毛、羊毛製品和貝雷帽。在第一次世界大戰期間，他在英國陸軍服役，加入了勞工隊駕駛救護車，並於1920年獲得了英國國籍。1938年，他與侄子約瑟夫·邁斯納一起在英國坎布里亞郡克利特開設了第一家坎戈爾工廠。隨後，他們在附近的Frizington開設了第二家工廠。在Spreiregen的小侄子Sylvain Meisner的指導下，他們還在卡萊爾開設了第三家工廠，專門生產摩托車頭盔和安全帶。坎戈爾袋鼠成為了二戰期間武裝部隊貝雷帽的主要供應商。此外，該公司於1948年為英國奧林匹克代表隊提供了貝雷帽。

## 近況
自2006年起，坎戈爾品牌歸福來莎集團所有。當時，Sports Direct從私募股權基金August Equity Trust手中購得了該品牌。坎戈爾袋鼠服裝的製造和銷售許可證被出售給多家不同的公司，包括D2和Topshop。於2002年，坎戈爾服裝品牌被位於北卡羅來納州夏洛特市的Chesterfield Manufacturing Corp的子公司Kangol Clothing North America LLC收購。隨後在2003年，Chesterfield被Tomasello Inc.購得，這家公司由David W. Tomasello全資擁有並領導。
自2002年以來，坎戈爾袋鼠帽子的全球權利一直由美國製帽商Bollman Hat Company持有。然而，2009年2月，Bollman宣布正在審查其全球業務，這導致33個工作崗位和位於克利特的坎戈爾總部的未來受到質疑。於2009年4月6日，公司宣布將原工廠改為倉庫，同時裁減了25人的工作崗位。由於直銷店在2009年8月底關閉，公司原址已不再僱用任何員工。弗里辛頓的工廠現在是一個住宅區，而Cleator工廠則已部分拆除，以提供停車換乘設施並促進其他潛在的重建。然而，帽子的生產仍然在東歐和美國的工廠繼續進行。

## 流行時尚
在20世紀60年代，設計師玛丽·奎恩特和皮爾·卡登與Kangol公司合作，他們的產品為富人和名人的形象增色不少，其中包括披頭四樂隊和阿諾德·帕爾默，以及後來的威爾士王妃戴安娜。此外，該公司還為童子軍協會等組織提供制服。
而在20世紀80年代，坎戈爾袋鼠貝雷帽被嘻哈界的成員採用，例如Grandmaster Flash、Run-DMC、LL Cool J、Slick Rick、Kangol Kid of UTFO和The Notorious B.I.G，進一步將該品牌推向了時尚的新高度。
1991年的電影《新傑克城》進一步提升了該品牌的知名度。在20世紀90年代，Kangol推出了更具時尚感的產品，例如採用安哥拉毛（安哥拉羊毛混紡）製成的Spitfire系列，受到了1997年塞繆爾·L·傑克遜的喜愛 。此外，傑·萊諾今夜秀（The Tonight Show with Jay Leno）樂隊的領隊凱文·尤班克斯（Kevin Eubanks）幾乎每晚都戴著Kangol貝雷帽。
在2009年，阿姆在他的《Beautiful》音樂視頻中佩戴了一頂棉質斜紋軍帽，該軍帽也是坎戈爾品牌的產品。

## 流行文化

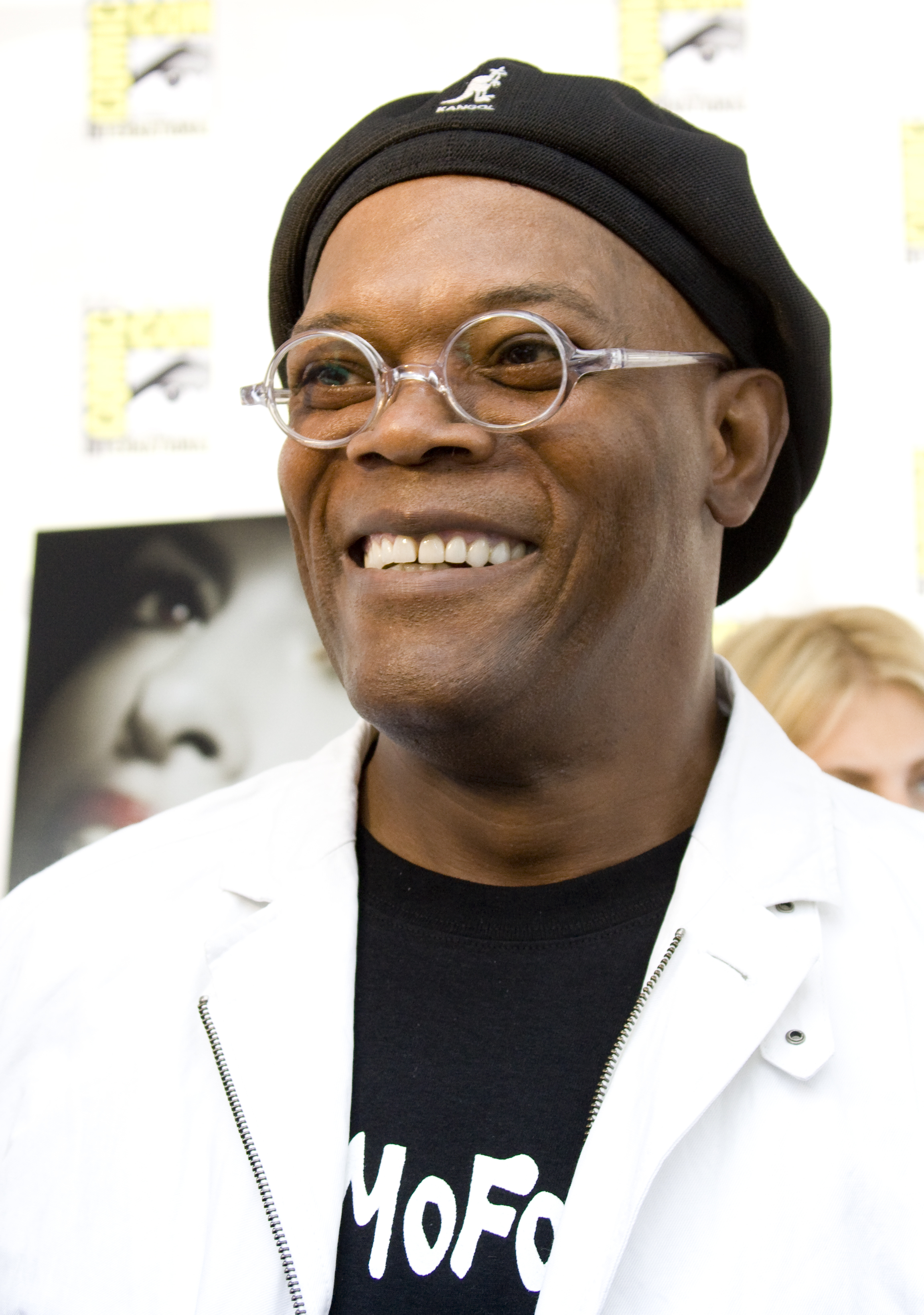
2008年聖地牙哥國際漫畫展的塞繆爾·L·傑克遜

- 坎戈爾袋鼠百慕大休閒漁夫帽是著名說唱歌手兼演員LL Cool J在他早期音樂生涯中的標誌性頭飾[7]。

- 說唱和嘻哈藝術家，包括Slick Rick、Dana Dane、De La Soul和N.W.A在他們的歌詞中曾提及Kangol帽子。

- 韋斯利·斯奈普斯（Wesley Snipes）在電影《新傑克城》中飾演的尼諾·布朗（Nino Brown）以及他的幫派Cash Money Brothers成員都戴著坎戈爾帽子[8]。

- 此外，塞繆爾·傑克遜因為常戴坎戈爾帽而聞名。他在電影《Jackie Brown》中飾演的角色Ordell Robbie從頭到尾都穿著Kangol帽[8]。

- 在電影《衝出康普頓》中有一個場景，艾斯·庫珀告訴一位紐約說唱歌手，穿坎戈爾帽子並不能讓他成為LL Cool J！靈魂歌手格雷戈里·波特曾戴著Kangol Summer Spitfire帽子[9]。

- 另外，在《布魯克林九九》第5季第19集“單身漢/女性派對”中，雷蒙德·霍爾特隊長為了喜劇效果反常地戴著一頂坎戈爾帽子[10]。